# Erich von Drygalski
Pour les articles homonymes, voir Drygalski.
Erich Dagobert von Drygalski, né le 9 février 1865 à Kœnigsberg et mort le 10 janvier 1949 à Munich, est un explorateur, géographe, géophysicien et un scientifique polaire allemand.

## Biographie
Erich von Drygalski est le fils du directeur du lycée de Kneiphof de Königsberg, Fridolin von Drygalski (1829-1904), et de sa femme Lydia (née Siegfried, 1838-1913).
Il effectue de 1891 à 1893 une expédition de recherches au Groenland.
L'expédition Gauss a été menée en Antarctique entre 1901 et 1903 pour des recherches scientifiques.

## Hommages
En 1964, l'Union astronomique internationale a donné le nom de Drygalski à un cratère lunaire.
Une sous-espèce endémique des îles Crozet du canard d’Eaton a été nommée en son honneur par Reichenow en 1904.

## Distinctions
- Membre de l'Académie Léopoldine
- Membre de l'Académie bavaroise des sciences
- Membre de l'Académie des sciences de Göttingen

## Décoration
- Membre de l'ordre bavarois de Maximilien pour la science et l'art